# Dragsudden
Dragsudden är en udde i Finland. Den ligger i Raseborg i landskapet Nyland, i den södra delen av landet, 110 km väster om huvudstaden Helsingfors.
Terrängen inåt land är platt. Havet är nära Dragsudden åt sydväst. Runt Dragsudden är det ganska tätbefolkat, med 80 invånare per kvadratkilometer. Närmaste större samhälle är Hangö, 11,6 km söder om Dragsudden. 